# Nguyễn Công Trứ
Nguyễn Công Trứ (chữ Hán: 阮公著, 1778 – 1858), tự Tồn Chất, hiệu Ngộ Trai, biệt hiệu Hi Văn, là nhà chính trị, nhà quân sự và nhà thơ Đại Nam thời nhà Nguyễn. Ông làm quan qua các đời vua Gia Long, Minh Mạng, Thiệu Trị và Tự Đức. Ông nổi bật về việc khai hoang, mộ dân ở trung châu miền Bắc Việt Nam, và lập nhiều chiến công trong việc đánh dẹp các cuộc nổi dậy chống triều đình và trong Chiến tranh Việt–Xiêm (1841–1845).

## Tiểu sử
Nguyễn Công Trứ tự Tồn Chất, hiệu Ngộ Trai, biệt hiệu Hy Văn. Ông sinh ngày mồng 1, tháng 11, năm Mậu Tuất (tức ngày 19 tháng 12 năm 1778) tại huyện lỵ Quỳnh Côi, phủ Thái Bình. Thân phụ là Nguyễn Công Tấn tước Đức Ngạn Hầu, quê ở làng Uy Viễn, nay là xã Xuân Giang, huyện Nghi Xuân, tỉnh Hà Tĩnh, tri phủ Tiên Hưng – Thái Bình, thân mẫu là Nguyễn Thị Phan, con gái quan Quản nội thị tước Cảnh Nhạc Bá dưới triều vua Lê –  chúa Trịnh. Ông mất ngày 14/11 năm Mậu Ngọ (tức ngày 7/12/1858), thọ 80 tuổi tại quê nhà làng Uy Viễn, huyện Nghi Xuân.
Theo các nhà nghiên cứu, từ nhỏ ông nổi tiếng học giỏi, hay thơ văn, tính cách phóng khoáng. Lớn lên trong những năm cuối của nhà Tây Sơn, đến đầu nhà Nguyễn, sau bao lần lận đận "lều chõng", mãi đến năm 41 tuổi (1819), ông mới thi đậu Giải nguyên (1818–1847) làm quan dưới triều Nguyễn. Lần đầu tiên xuất chinh, Nguyễn Công Trứ giữ chức hành tẩu ở Quốc sử quán (1820). Sau đó ông liên tiếp giữ các chức Tri huyện Đường Hào, Hải Dương (1823), Tư nghiệp Quốc Tử Giám (1824), Phủ Thừa phủ Thừa Thiên (1825), tham tán quân vụ, rồi thăng Thị lang Bộ Hình (1826). Năm 1828, Nguyễn Công Trứ thăng Hữu Tham tri Bộ Hình, sang chức Dinh điền sứ. Năm 1832 ông được bổ chức Bố chánh sứ Hải Dương, cùng năm thăng Tham tri Bộ Binh, giữ chức Tổng đốc tỉnh Hải Yên.
Năm 1840 giữ chức Tả Đô Ngự sử viện đô sát, kiêm Tham tri Bộ binh, tán lý cơ vụ đồn trấn Tây. Năm 1845 làm chủ sự Bộ hình, năm 1846 làm quyền án sát Quảng Ngãi, được 2 tháng, ông lại đổi ra làm Phủ Thừa phủ Thừa Thiên, đến năm 1847 thăng làm Phủ doãn phủ Thừa Thiên. Năm 1848, Tự Đức nguyên niên, Nguyễn Công Trứ xin về hưu.
Cuộc đời ông là những thăng trầm trong sự nghiệp. Ông được thăng thưởng quan tước nhiều lần vì những thành tích, chiến công trong quân sự và kinh tế, tới chức thượng thư, tổng đốc; nhưng cũng nhiều lần bị giáng phạt, nhiều lần giáng liền 3-4 cấp như năm 1841 bị kết án trảm giam hậu rồi lại được tha, năm 1843 còn bị cách tuột làm lính thú,…
Năm Tự Đức thứ hai 1848, ông nghỉ hưu với chức vụ Phủ doãn phủ Thừa Thiên. Trong sách Đại Nam liệt truyện, Tập 3, Truyện các quan có nhận xét về ông:
| “                     | Công Trứ là người trác lạc, có tài khí, có tài làm văn, càng giỏi về quốc âm, làm ra thi ca rất nhiều, khí hào mại, phổ đầy ở trong âm luật; đến nay hãy còn truyền tụng. Trứ làm quan thường bị bãi cách rồi được cất nhắc lên ngay; tỏ sức ở chiến trường nhiều lần lập được công chiến trận. Buổi đầu Trứ lĩnh chức doanh điền, sửa sang mới có trong một năm mà các việc đều có đầu mối, mở mang ruộng đất, tụ họp lưu dân, thành ra mối lợi vĩnh viễn. Khi tuổi già về nghỉ, tức thì bỏ qua việc đời, chơi thú sơn thủy, trải sơn 10 năm có cái hứng thú phớt thoảng ra ngoài sự vật. Đến người ta, phần nhiều tưởng đến phong độ khí thái của ông. Sau khi Trứ mất, các huyện ấp do ông lập ra đều đựng đền để thờ. | ” |
| — Đại Nam liệt truyện | |   |

## Sự nghiệp

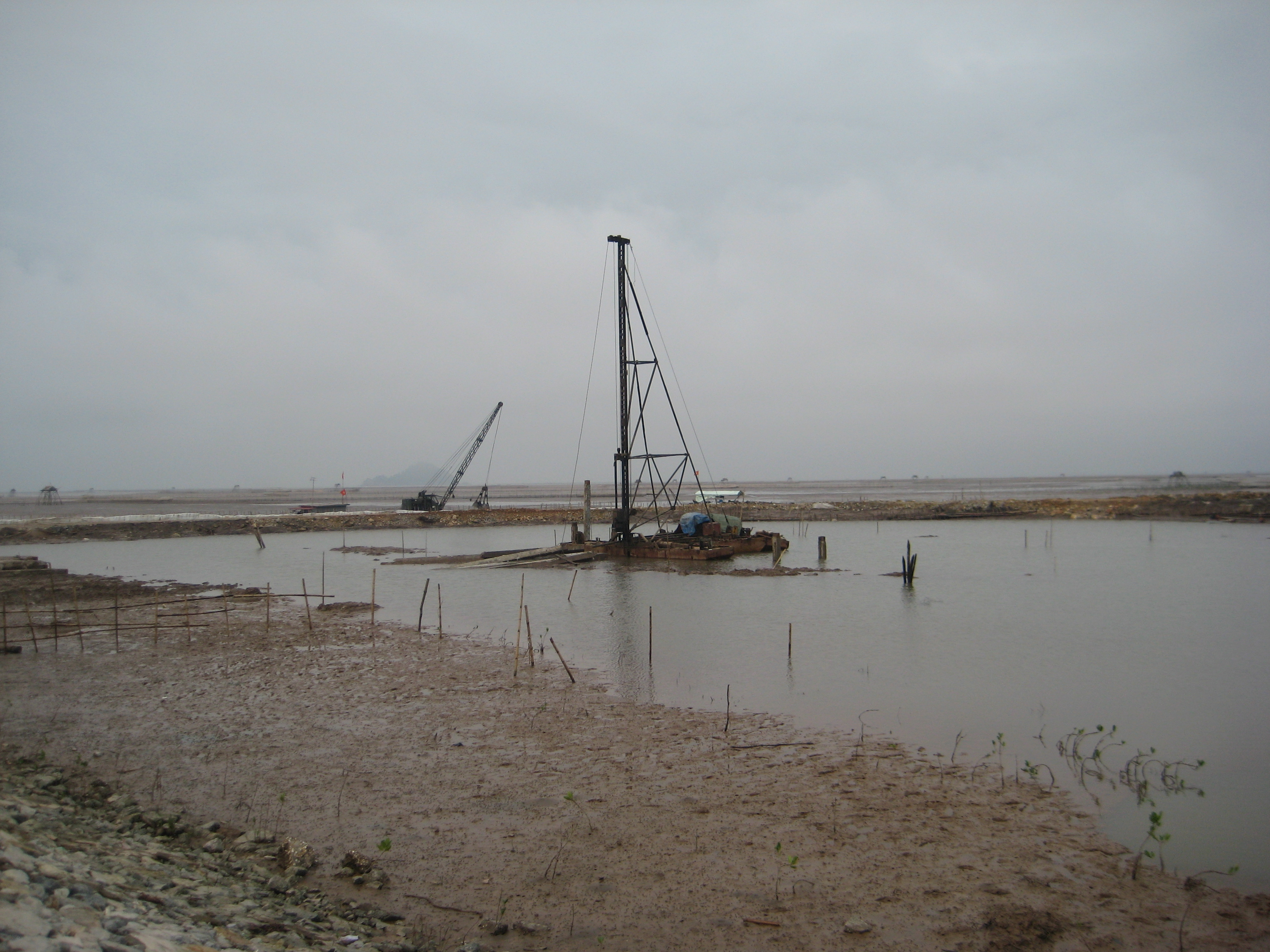
Hoạt động quai đê lấn biển vẫn tiếp diễn ở Kim Sơn

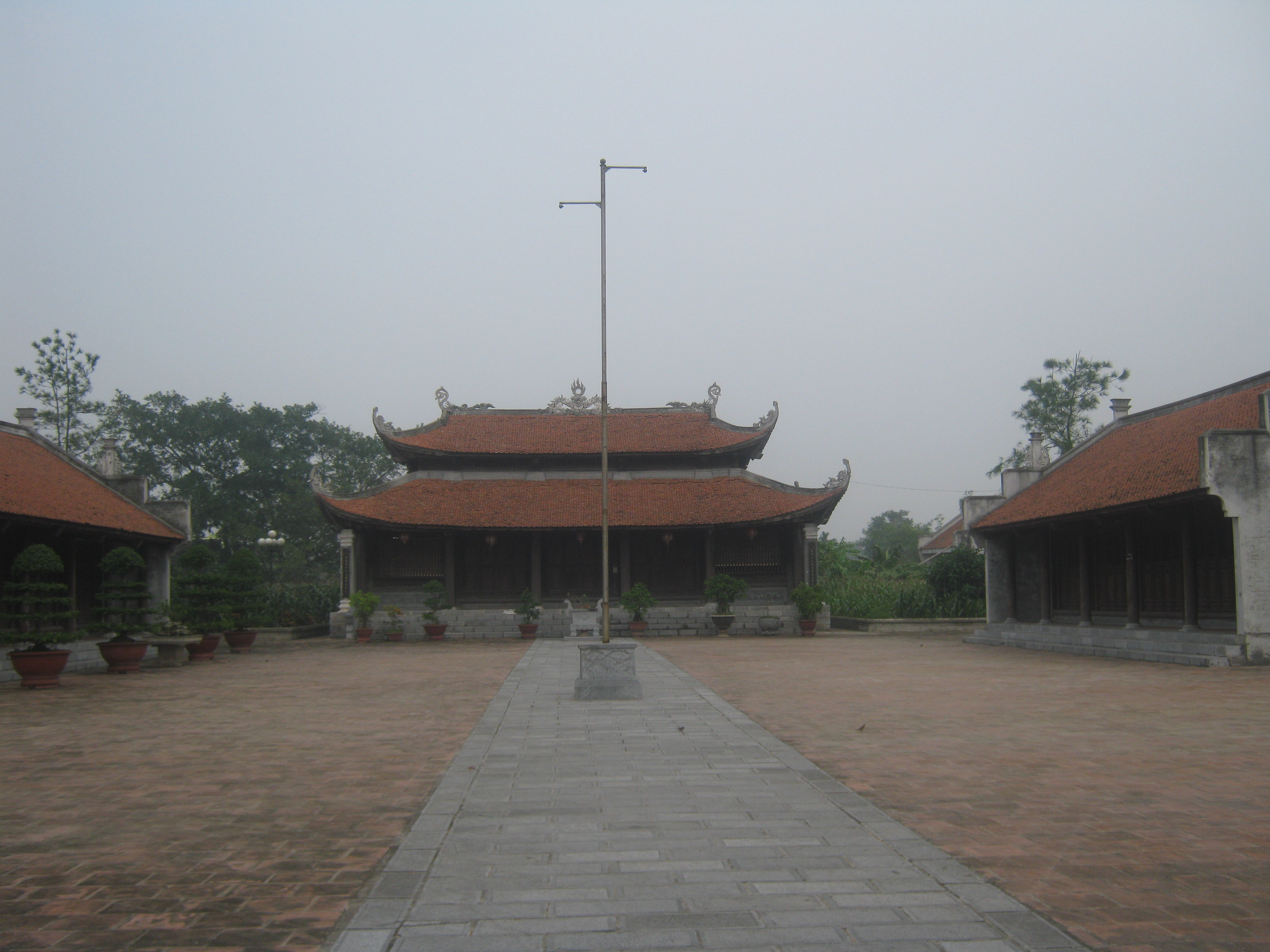
Đền thờ Nguyễn Công Trứ ở Kim Sơn, Ninh Bình

### Quân sự
Do chính sách hà khắc của nhà Nguyễn dưới triều đại Gia Long và Minh Mạng nên đã xảy ra liên tiếp nhiều cuộc khởi nghĩa nông dân. Nguyễn Công Trứ tuy là quan văn nhưng được giao cầm quân, làm tướng và đánh đâu thắng đó:
- Năm 1827 dẹp Khởi nghĩa Phan Bá Vành
- Năm 1833 dẹp Khởi nghĩa Nông Văn Vân
- Năm 1835 dẹp giặc Khánh.

Ông cũng góp nhiều công lớn trong cuộc Chiến tranh Việt–Xiêm (1841-1845). Đến đời vua Tự Đức thứ 11 (1858), khi thực dân Pháp tấn công Đà Nẵng, thì ông đã 80 tuổi nhưng vẫn xin vua cho đi đánh giặc.

### Kinh tế
Ông có sáng kiến chiêu mộ dân nghèo, đắp đê lấn biển, lập ấp, khai sinh các huyện Kim Sơn (thuộc tỉnh Ninh Bình ngày nay), Tiền Hải (thuộc tỉnh Thái Bình ngày nay) vào những năm cuối thập niên 1820, đề xuất lập nhà học, xã thương ở nông thôn nhằm nâng cao dân trí và lưu thông hàng hóa. Những hoạt động của ông trong lĩnh vực kinh tế được nhân dân các vùng kể trên ghi nhớ. Hiện nay còn rất nhiều từ đường thờ cúng ông ở hai huyện nói trên và quê hương ông. Nhiều đình chùa tại các địa phương này cũng thờ ông và tôn ông làm thành hoàng làng.

### Thơ ca
Nguyễn Công Trứ là người có tài. Là một người của hành động, trải qua nhiều thăng trầm, Nguyễn Công Trứ hiểu sâu sắc nhân tình thế thái đương thời. Ông khinh bỉ và ngán ngẩm nó.
Thế thái nhân tình gớm chết thay
Lạt nồng coi chiếc túi vơi đầy
Hoặc:
Tiền tài hai chữ son khuyên ngược
Nhân nghĩa đôi đường nước chảy xuôi
Hoặc:
Ra trường danh lợi vinh liền nhục
Vào cuộc trần ai khóc trước cười.
Trong xử thế ông cười nhạo sự thăng giáng, coi làm quan thì cũng như thằng leo dây và không giấu sự ngạo mạn:
Nào nào! Thằng nào sợ thằng nào
Đã sa xuống thấp lại lên cao.
Chán chường với chốn quan trường nhưng ông không chán đời. Ông vốn yêu đời, là người chịu chơi, với ông cái gì cũng có thể đem chơi kể cả tài kinh bang tế thế. (ông vì không được triều đình nhà Nguyễn trọng dụng cái tài của mình đặc biệt là ở thời vua Tự Đức nên ông chán chường mới than thở trời sinh cho nhưng không được dùng)
Trời đất cho ta một cái tài
Giắt lưng dành để tháng ngày chơi.
Nguyễn Công Trứ là người đào hoa, mê hát ả đào, ông viết nhiều bài ca trù đa tình. Ngất ngưởng, ngông nghênh, về hưu đi chơi ông không dùng ngựa mà dùng bò. 73 tuổi ông cưới vợ, trả lời cô dâu khi nàng hỏi tuổi:
Năm mươi năm trước, anh hai ba
(Ngũ thập niên tiền, nhị thập tam)
Hoặc trong bài Bỡn nhân tình:
Tau ở nhà tau, tau nhớ mi
Nhớ mi nên phải bước chân đi
Không đi mi nói: răng không đến?
Đến thì mi nói: đến làm chi
Ngay lúc chua chát nhìn lại đời mình, ông vẫn là người đầy khí phách:
Kiếp sau xin chớ làm người 
Làm cây thông đứng giữa trời mà reo
Giữa trời vách đá cheo leo
Ai mà chịu rét thì trèo với thông
Ghi chú: Cây thông trong cách hiểu Nho-Khổng giáo là người quân tử.
Đời ông đầy giai thoại, giai thoại nào cũng cho thấy bản lĩnh sống, bản lĩnh trí tuệ và mang tính bình dân sâu sắc. Có thể nói thơ ông sinh động, giàu triết lý nhân văn nhưng hóm hỉnh, đó là chất thơ có được từ đời sống, lấy đời sống làm cốt lõi.

## Tưởng nhớ
Tên của ông đã được lấy đặt cho nhiều con đường, trường học trên khắp đất nước.